# ОШ „Вељко Дугошевић” Београд
Основна школа Вељко Дугошевић се налази у Београду на Звездари. Основана је 1936. године, а данашња зграда се налази у улици Милана Ракића бр.41, недалеко од VI београдске гимназије, стадиона Хајдука и Градске болнице. Основна школа Вељко Дугошевић поседује две зграде, од којих је мања намењена деци која иду у први и други разред, а велика зграда служи за образовање ученика од 3-8. разреда у две смене.